# Département de Bounkiling
Le département de Bounkiling est l'un des 46 départements du Sénégal et l'un des 3 départements de la région de Sédhiou, en Casamance, dans le sud du pays.

## Géographie
Le département s'étend au nord de la région de Sédhiou, il est frontalier de la Gambie au nord.

## Histoire
Il a été créé par un décret du 10 juillet 2008.

## Administration
Son chef-lieu est la ville de Bounkiling.
Ses arrondissements sont :
- Arrondissement de Boghal
- Arrondissement de Bona
- Arrondissement de Diaroumé

Les localités ayant le statut de commune sont :
- Bounkiling
- Madina Wandifa
- Ndiamacouta[2]